# Stångby
Stångby is een plaats in de gemeente Lund, in de Zweedse provincie Skåne län en het landschap Skåne. De plaats heeft 677 inwoners (2005) en een oppervlakte van 48 hectare.